# Tom Hansen
Pour les articles homonymes, voir Thomas Hansen (homonymie) et Hansen.
Tom Birger Hansen, né le 25 février 1948 à Aarhus, est un athlète danois spécialiste du 1 500 mètres. Son club était l'IK Skovbakken ; il mesurait 1,80 m pour 69 kg.

## Biographie

### Palmarès
| Date | Compétition           | Lieu   | Résultat | Performance   |
| ---- | --------------------- | ------ | -------- | ------------- |
| 1972 | Jeux olympiques d'été | Munich | 10e      | 3 min 46 s 6  |
| 1974 | Championnats d'Europe | Rome   | 2e       | 3 min 40 s 75 |

### Records
| Épreuve      | Performance  | Lieu | Date |
| ------------ | ------------ | ---- | ---- |
| 400 mètres   | 48 s 1       |      | 1975 |
| 800 mètres   | 1 min 48 s 1 |      | 1975 |
| 1 500 mètres | 3 min 36 s 8 |      | 1973 |
| Mile         | 3 min 54 s 8 |      | 1975 |